# 洛克尼亚 (普斯科夫州)
洛克尼亚（羅馬化：Loknya）是俄罗斯普斯科夫州的市级镇、洛克尼亚区行政中心及规模最大聚居地，同时也是该区唯一一座市级镇。地处普斯科夫州东部，位于州府普斯科夫东南方。镇内设有同名铁路车站，位于德诺－新索科利尼基线上。
该地2022年人口有3,037人；2010年人口3,872；2002年人口4,898；1989年人口5,716。